# Trinity College-harpan

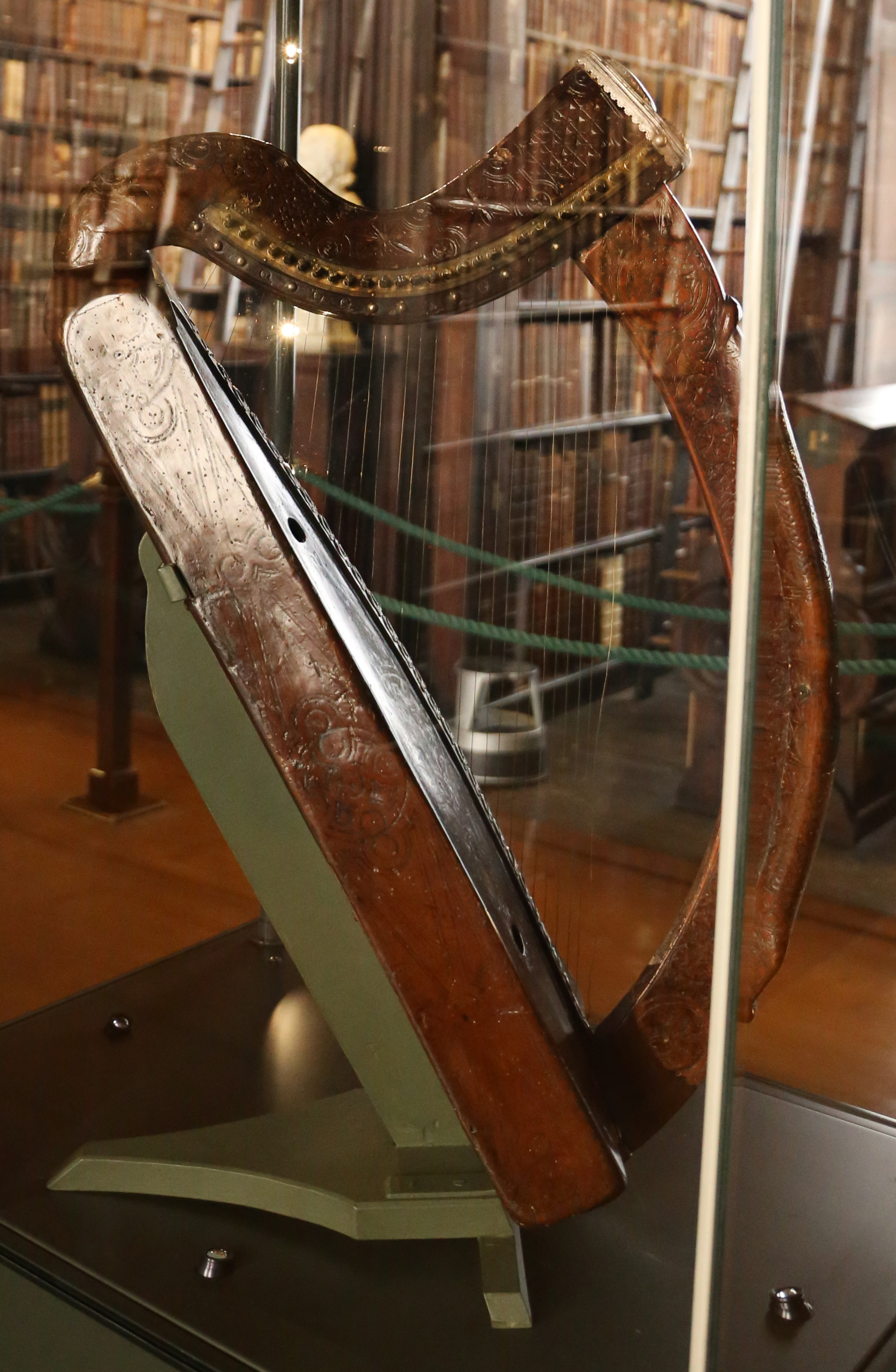
Trinity College-harpan, Dublin, Irland

Trinity College-harpan (även känd som "Brian Borus harpa") är ett medeltida musikinstrument som finns utställt i gamla biblioteket på Trinity College Dublin på Irland. Den är en tidig irländsk harpa eller metalltrådssträngad cláirseach som dateras till 1300- eller 1400-talet, och är den äldsta  av tre överlevande medeltida harpor från regionen, tillsammans med Drottning Mary-harpan och Lamont-harpan. Harpan användes som modell för Irlands riksvapen och Guinness logga.

## Historia
Det är osäkert vem som beställt Trinity College-harpan, men konstruktionen tyder på att harpan gjordes på 1400-talet. Det är troligt att harpan gjordes för en medlem av en viktig familj, för den är skickligt konstruerad och intrikat dekorerad. Dess konstruktion och design påminner om drottning Mary-harpan i Skottland.

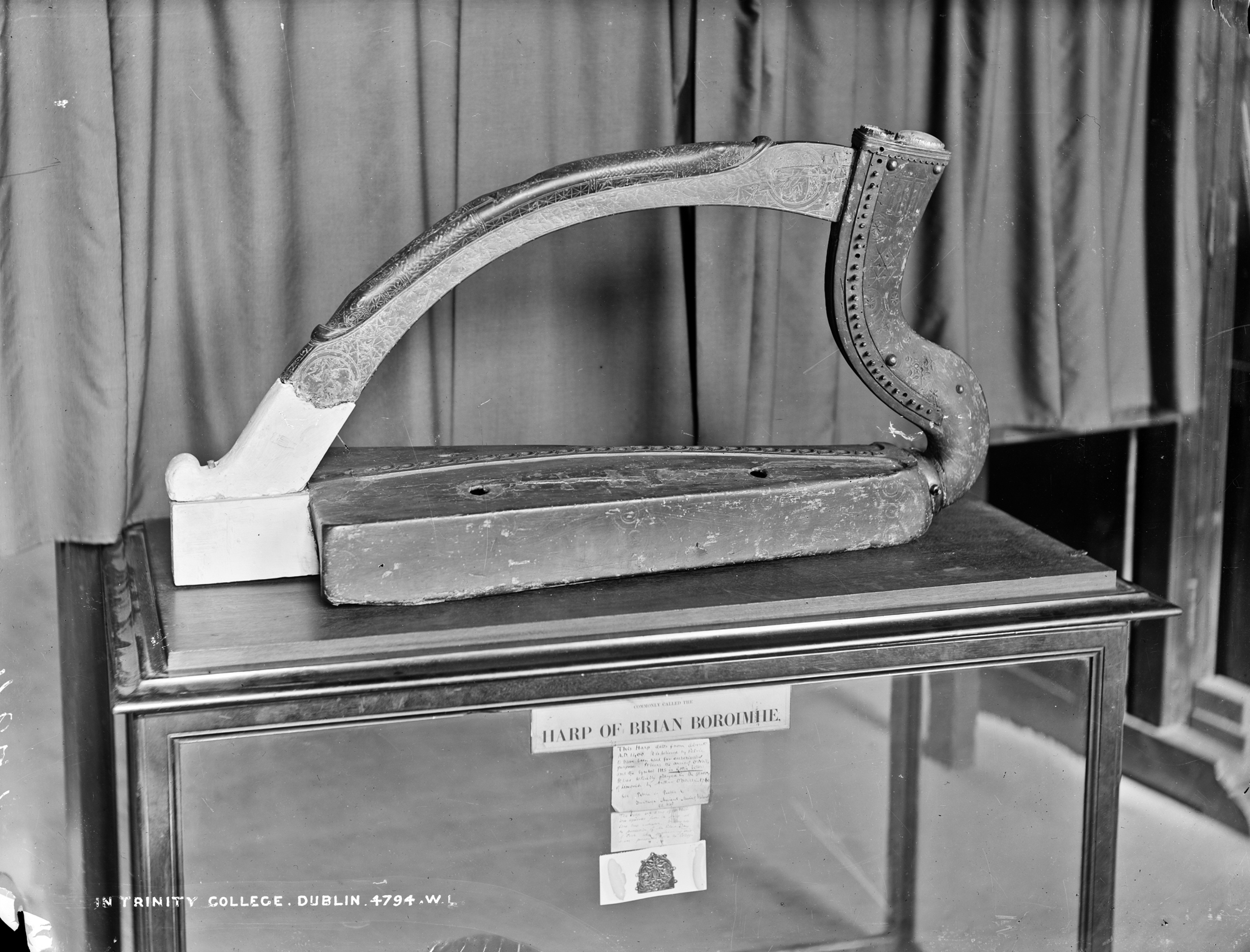
Harpan efter restaureringen på 1830-talet, men före 1960-talets restaurering

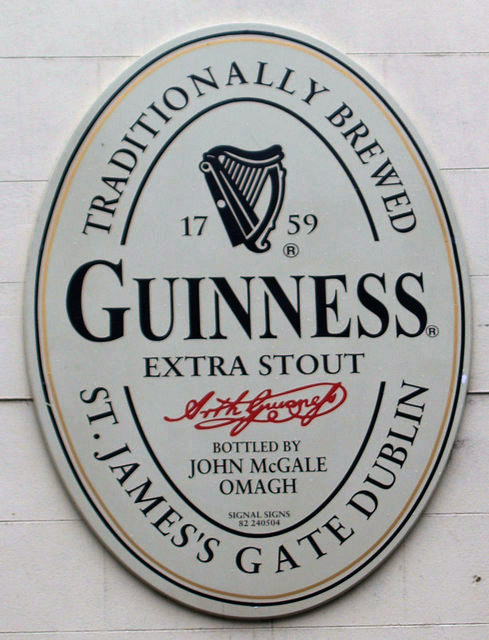
Guinness logga

Charles Vallancey skrev 1786 att harpan kan ha tillhört Brian Boru, kung av Irland. Dock bestred antikvarien George Petrie detta 1840 och kallade kopplingen "en klumpig förfalskning, som aldrig skulle klara en kritisk antikvarisk undersökning". Petrie daterar harpans konstruktion "till 1300-talet, eller mer sannolikt det tidiga 1400-talet". Musikvetaren Joan Rimmer tidsbestämde den 1969 till "troligen 1300-tal".
Harpan bär familjen O'Neills vapensköld. Trots att det finns många teorier om vem som ägt harpan genom århundradena kan ingen av dessa bevisas. Harpan tros dock ha kommit i Henry McMahons ägo vid någon tidpunkt och därefter i William Conynghams, som överlämnade den till Trinity College 1782.
Trinity College-harpan är Irlands nationalsymbol och återfinns på riksvapnet, Euro-mynt och irländsk valuta. En vänstervänd bild av harpan används som Irlands nationalsymbol sedan 1922. En högervänd bild registrerades som Guinness varumärke 1876, men användes på företagets etiketter redan 1862. Även andra irländska företag har använt en liknande harpa som logga eller varumärke, till exempel Ryanair. Samtliga bevarade gaeliska harpor (de andra är Lamont-harpan och Drottning Mary-harpan) anses ha blivit tillverkade i Argyll i sydvästra Skottland någon gång under 1300- och 1400-talet.

## Utseende
Harpan är liten med låg hals och har mässingsstift för 29 strängar. Den längsta strängen är ungefär 62 cm. Ett extra mässingsstift lades till vid något tillfälle. 1961 ställdes harpan ut i London, och i samband med det demonterades och rekonstruerades den av British Museum under musikvetaren Joan Rimmers tillsyn till den bredare form den har idag, vilket var den medeltida formen, och strängades om. Harpan hade genomgått en dålig restauration under 1830-talet som gav den en smalare form, och många varumärken och bilder utgick från hur harpan såg ut då. Därför blir många besökare överraskade av hur bred den riktiga harpan är jämfört med harpan på irländska mynt.